# Кольман, Александр Карлович
Александр Карлович Кольман (1812—1869) — архитектор, академик архитектуры Императорской Академии художеств.

## Биография
Сын художника К. И. Кольмана и брат архитектора К. К. Кольмана. Вольноприходящий учащийся Императорской Академии художеств (1833—1835). Был аттестован Академией художеств на звание свободного художника (1835) за проект «фермы для богатого помещика». Был признан «назначенным в академики» (1838). Избран в академики (1848) за программу «Проект военной богадельни на 400 человек нижних чинов и 25 офицеров».
Служил в департаменте Государственных имуществ, гофинтендантской конторе. Участвовал в отделочных работах (как рисовальщик) Мариинского дворца (1839–1844) и Исаакиевского собора (1840–1850-е) в Петербурге, проектировал постройки для царской семьи в Петербурге.

## Проекты и постройки

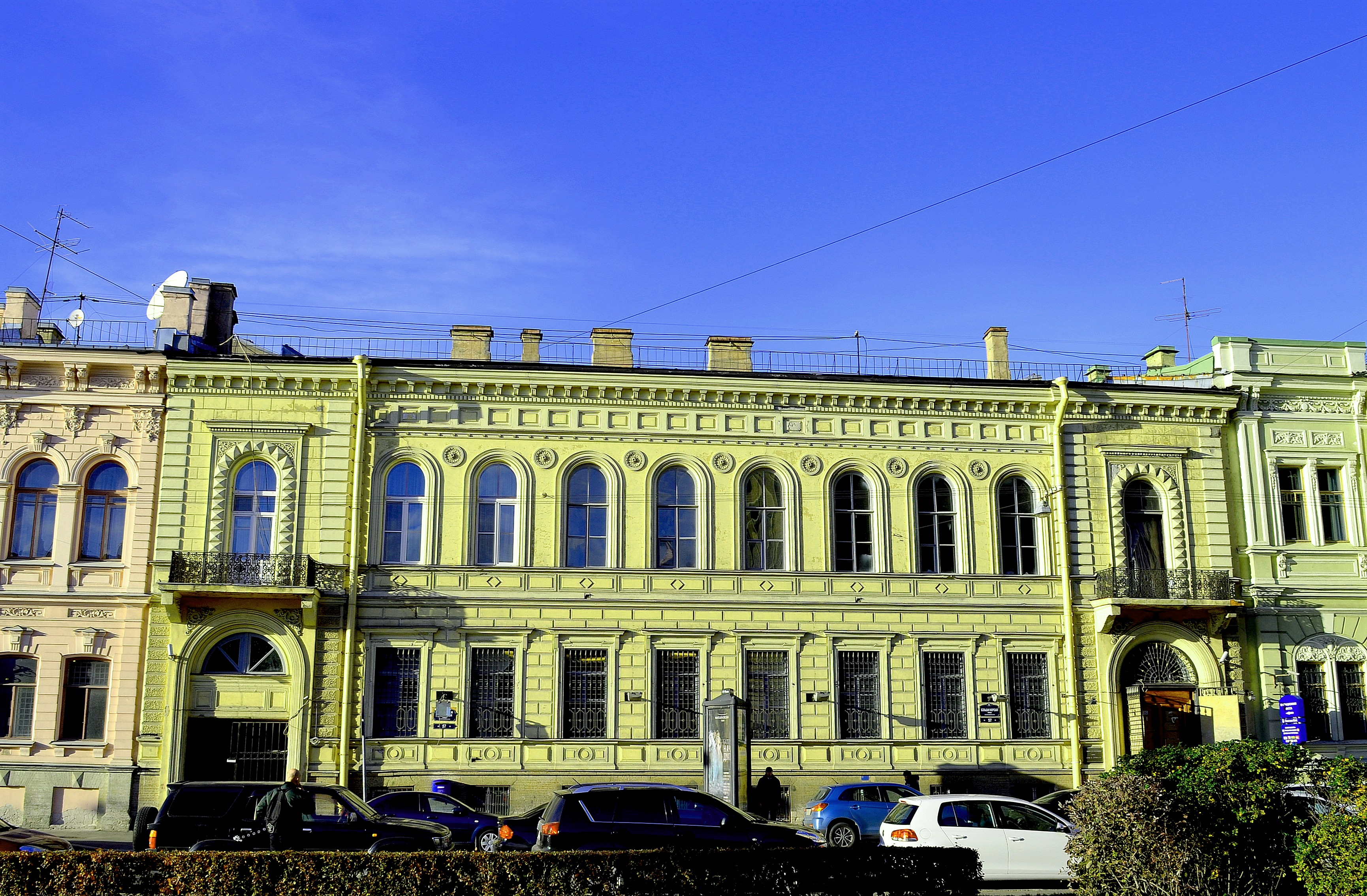
Особняк Л. С. Заешниковой. Большая Морская улица, 57 (1850—1851)

- Дворец Александрова, ныне носит название Львовский дворец. Стрельна. Санкт-Петербургское шоссе, 69 (1838)[5];
- Особняк Митусова (включён в существующее здание). Большая Морская улица, 59 (1848; перестроен)[6];
- Доходный дом. Улица Чайковского, 40 — проспект Чернышевского, 12 (1850; перестроен)[7];
- Особняк Л. С. Заешниковой (перестройка). Большая Морская улица, 57 (1850—1851)[8];
- Здания Василеостровской бумагопрядильной мануфактуры (надстройка и расширение, включены в существующее здание). 12-я линия, 55 — набережная реки Смоленки, 20 (1852; перестроены)[9];
- Доходный дом графов Игнатьевых. Ковенский переулок, 2 / улица Маяковского, 13 (1852—1853)[10];
- Дом А. Г. Щербатова. Кирочная улица, 17 (1856—1857, перестроен)[11];
- Доходный дом А. К. Кольмана. Улица Некрасова, 34 (1857)[12];
- Доходный дом (перестройка). Английский проспект, 38 (1858)[13];
- Особняк А. Ф. Кельха. Улица Чайковского, 28 (1858—1859)[14][15];
- Доходный дом Л. Габриловича (включён в существующее здание). Улица Марата, 47—49 / Свечной переулок, 13 (1859)[16];
- Дом Л. К. фон Таубе (перестройка). Басков переулок, 12 (1859—1860)[17];
- Особняк А. К. Кольмана (перестройка). Улица Чайковского, 53 (1859—1860)[18];
- Доходный дом А. К. Кольмана. Улица Чайковского, 55 (1859—1860)[19];
- Доходный дом Д. Е. Бенардаки (левая часть). Казначейская улица, 4л (1867—1869)[20].
- Терраса и беседка-эстрада особняка Д. Е. Бенардаки. Невский проспект, 86, двор (1868—1869; не сохранилось)[3].